# Osmar Francisco
Osmar Francisco Moreira Jesuino, hay Osmar (sinh ngày 10 tháng 8 năm 1987) là một cầu thủ bóng đá người Brazil hiện đang chơi ở vị trí Tiền đạo cho câu lạc bộ Hoàng Anh Gia Lai tại Việt Nam.

## Sự nghiệp
Osmar gia nhập câu lạc bộ Avispa Fukuoka vào ngày 8 năm 2012. Anh có trận đấu đầu tiên tại câu lạc bộ vào ngày 12 tháng 8 năm 2012 trong trận đấu với câu lạc bộ Shonan Bellmare (3-1).
Ngày 10 tháng 8 năm 2013 Osmar chuyển đến thi đấu dưới dạng cho mượn tại câu lạc bộ Ehime FC.

### Hoàng Anh Gia Lai
Osmar gia nhập câu lạc bộ Hoàng Anh Gia Lai tại V.League 1 năm 2015.